# Andrés Ducatenzeiler
Andrés Ducatenzeiler (Buenos Aires, 27 de enero de 1961) es un exdirigente deportivo de fútbol argentino. Presidió el Club Atlético Independiente desde 2002 hasta 2005. En ese último año presentó la renuncia aunque ya no tomaba decisiones políticas en el club.Como presidente del Club Atlético Independiente (2002-2005) ganó un título: El Torneo Apertura 2002. Desde 2022, se desempeña como coconductor del programa de YouTube El loco y el cuerdo, junto con el periodista Flavio Azzaro.

## Elecciones
Tras la renuncia del presidente Pedro Iso en junio de 2001, Ducatenzeiler tomó las riendas del club desde su cargo como secretario general. Asumió el liderazgo en la mayoría de las decisiones de peso, tanto deportivas como económicas, formando un equipo competitivo que lo alejó de la posibilidad de descender y consiguiendo alivio en los balances.
Entre sus aciertos más destacados, se encuentran la contratación del Tolo Gallego como DT y la venta del jugador Diego Forlán al Manchester United en 9,9 millones de dólares (la operación de mayor volumen en la historia del club hasta ese momento). De ese monto, 4,7 millones fueron para el club ya que poseía el 60% del pase del atacante. Cuatro meses más tarde, también lograría vender al jugador Matías Vuoso al Manchester City en 6 millones de dólares (el club poseía el 42% de la ficha).
Tras esta gestión positiva como secretario general, se candidateó para presidente en las siguientes elecciones. Fue elegido presidente de Independiente el 24 de noviembre del 2002, ganando con claridad las elecciones con un 76,09% de los votos. El momento deportivo del equipo era el mejor de los últimos tiempos ya que estaba a punto de coronarse campeón del fútbol argentino.
Según algunos medios,[¿cuál?] fue fundamental para el éxito deportivo de 2002 que Ducatenzeiler obtuviera apoyo del empresario Daniel Grinbank. El representante había aportado a préstamo tres jugadores de peso al club que, al momento de la asunción de Ducatenzeiler, tenía una deuda de 30 millones de pesos. En sus primeras declaraciones, el nuevo presidente dijo que Independiente iba a estar a la altura de River Plate y Boca Juniors. A la semana siguiente el cuadro de Avellaneda festejaba el título luego de 7 años de sequía.

## Gestión presidencial 2003/2004
Las cosas se derrumbaron al año siguiente cuando Independiente, con el mismo equipo y DT que festejaron el Apertura 2002, realizó un paupérrimo Clausura 2003. En este torneo, los jugadores pertenecientes a Grinbank (Daniel Montenegro, Lucas Pusineri y Federico Domínguez) bajaron mucho su rendimiento, lo que generó que no hubiese ofertas de clubes extranjeros para comprarlos. Ante esta realidad, el representante le informó a Ducatenzeiler que retiraría a los jugadores de su propiedad del club y que no aportaría nuevos deportistas para la temporada 2003/2004 si no le permitían tener injerencia en las decisiones deportivas de la institución. Este pedido fue denegado por el presidente y los tres futbolistas continuaron su carrera en otros equipos. Entre los jugadores que el empresario retiró de Independiente se encontraba Daniel Montenegro, quien en 2003 fue cedido a préstamo a River Plate por un monto de 350 mil pesos por año, mientras que a Independiente Grinbank le había facturado el préstamo 600 mil pesos por el mismo período de tiempo. Estas situaciones, entre otros roces, ocasionaron un quiebre definitivo en la relación del dirigente y el representante.
Ante este panorama, Independiente decidió vender a su mejor jugador, el zaguero central Gabriel Milito al Real Madrid español para poder reforzarse. Sin embargo, cuando la negociación ya estaba cerrada, el jugador no pasó la revisión médica del club madridista y terminó siendo transferido al Real Zaragoza del mismo país, a cambio de unos 3.000.000 dólares por el 50% del pase. Con ese dinero Ducatenzeiler pudo contratar a 15 jugadores a préstamo.
Cabe destacar que también hubo cambio de entrenador: a mediados del Clausura 2003 asumió Oscar Ruggeri reemplazando a Américo Gallego, quien se demoró en confirmar la renovación de su contrato con el equipo de Avellaneda. Como el plantel campeón del 2002 no se pudo mantener, se armó todo un equipo nuevo a cargo de Ruggeri. El equipo resultó un rotundo fracaso: dejó de luchar el Apertura 2003 ya en la octava jornada y fue eliminado por goleada en la Copa Sudamericana al caer ante el River Plate por 4 a 1 y 4 a 0. Inmediatamente, Ruggeri presentó su renuncia a causa de los resultados negativos, sumado a la pésima relación que tenía con la hinchada de Independiente que lo insultaba ante la mínima adversidad que se presentara en un partido. Se contrató de entrenador para terminar lo que restaba del Apertura a Osvaldo Sosa, quien sacó apenas 9 puntos en 11 juegos. Al finalizar el certamen Sosa fue destituido y éste criticó con dureza al presidente y a la institución, diciendo que ya no era un equipo grande de la Argentina, además de que el club le debía dinero.
En 2004, el equipo volvería a disputar la Copa Libertadores de América y se contrató al histórico entrenador José Omar Pastoriza por pedido de la Comisión Directiva, ya que Ducatenzeiler prefería a César Luis Menotti. Lo cierto es que no se sumaron jugadores importantes y el equipo se quedó rápidamente eliminado de la competición y lejos también del campeonato Clausura 2004.

### Polémica respecto al título ganado
El 9 de mayo de 2004, Independiente recibió una durísima derrota como local por 4 a 1 ante un Boca Juniors que jugó con suplentes. Ese día tras el partido, el presidente habló con dureza hacia el líder de la AFA, Julio Grondona, culpándolo de intentar removerlo de su cargo: “Yo voy a cumplir mi mandato, pero si me tengo que ir antes, voy a contar la verdadera razón por la cual Independiente evitó irse al descenso y luego salió campeón”. De inmediato, esta declaración fue interpretada por varios medios como una insinuación de parte de Ducatenzeiler de que el torneo Apertura 2002 había sido "comprado" en favor del rojo. Esta lectura de sus declaraciones generó un gran revuelo mediático y lógico malestar en la gente de Independiente.
Al día siguiente, Ducatenzeiler salió a aclarar sus dichos argumentando que él no se refirió a "comprar" el título, sino a que le había pedido a Julio Grondona que no fuesen designados ciertos árbitros para que dirigieran los partidos de Independiente, lo cual era un pedido que también hacían otras instituciones poderosas como Boca o River. A su vez, volvió a cargar contra el presidente de AFA, acusando: "los clubes que no pactan con la AFA terminan fundidos. (...) Grondona le prestó a Independiente 12 millones de dólares para que lo voten y cumplir así 25 años en el poder". En el medio de estos conflictos político-mediáticos, la deuda de Independiente seguía aumentando considerablemente y llegó a peligrar la participación del equipo en el torneo Apertura 2004 por falta de pagos.

## Suspensión y problemas de salud
El 22 de junio de 2004, la AFA decide suspender por dos años al presidente amparándose en el artículo 47 de su reglamento. Ducatenzeiler, por fallo judicial, rápidamente recupera la presidencia el día 8 de julio.
Para sumar problemas, al mes siguiente se suicida el ex árbitro Fabián Madorrán, quién había sido muy criticado por Ducatenzeiler después del partido de su equipo ante River por la Copa Sudamericana 2003, al no cobrar un clarísimo penal para Independiente. A los pocos días de ese partido, Madorrán fue destituido como árbitro por la AFA en virtud de "aspectos referidos a la aptitud física y a evaluaciones técnicas", aunque también había rumores que indicaban que había sido despedido por las quejas del presidente de El Rojo. Ese encuentro ante River, el 17 de septiembre de 2003, fue el último que dirigió el árbitro. El día 29 del mismo mes la AFA decidió no renovarle el contrato. Madorrán se suicidó en la ciudad de Córdoba el 31 de julio de 2004.
Para más desgracias en la institución, el 2 de agosto fallece por problemas cardíacos el entrenador José Pastoriza.
Estos hechos afectaron a Ducatenzeiler, quien es internado en un neuropsiquiátrico por un grave estado depresivo. A estas alturas, la conducción del club la estaba llevando a cabo el empresario Julio Comparada, que se hizo cargo de muchas deudas y de traer jugadores al primer equipo de Independiente.
Después de ser rehabilitado en septiembre de 2004, Ducatenzeiler continuó criticando la conducción de Grondona en la AFA. Seguía siendo presidente de Independiente pero no tomaba decisiones ya que el fútbol profesional estaba a cargo de Comparada y otros miembros de la comisión directiva.
Los dichos de Ducatenzeiler contra Grondona fueron avalados por el expresidente de Vélez Sársfield, Raúl Gamez, que es otro de los pocos dirigentes del fútbol argentino que se atrevieron a criticar al líder de la AFA.

## Reelección y renuncia
En marzo de 2005 Ducatenzeiler manifestó que iba a presentarse a la elección que se tenía planeada a fines de abril pero, finalmente, el 15 de ese mes decidió renunciar como presidente y también como postulante a revalidar el trono de la Institución de Avellaneda. Desde julio de 2004 no tomaba decisiones de peso en el club, y el presidente además acusó sufrír operaciones medíaticas constantes de parte de la prensa deportiva.
En su carta de renuncia, la cual entregó al vicepresidente de Independiente, expresaba cosas como:

"Desde el infausto día en que la arbitraria resolución del Comité Ejecutivo de la AFA resolvió suspenderme por dos años soy continuamente asediado por injuriosas manifestaciones reproducidas y difundidas por distintos medios", y apuntó a "... páginas centrales en suplementos deportivos de algunos de los diarios de mayor circulación en nuestro país"

En noviembre de 2006 rompió el silencio después de mucho tiempo en una larga nota que le hizo el diario Perfil. En ella expresó su punto de vista sobre la AFA y la posición de Julio Grondona en ella, su relación con los barrabravas, y el trato preferencial que, según él, recibían ciertos clubes, asegurando que se arrepentía de haber sido dirigente.

## Juicio a la AFA y Crónica
En 2004 Ducatenzeiler le inició un juicio a la AFA y al diario Crónica por una presunta campaña de desprestigio. En 2012 la justicia falló a su favor, convirtiéndose en el primer dirigente deportivo en ganarle un juicio a la Asociación del Fútbol Argentino. De todas maneras, ese fue un fallo de primera instancia: en abril de 2014 la Cámara Nacional de Apelaciones en la Civil, Sala F, de la Ciudad Autónoma de Buenos Aires, falló en contra de la demanda de Ducatenzeiler.

## Programas
| Año       | Programa            | Canal   | Rol         |
| --------- | ------------------- | ------- | ----------- |
| 2022—2024 | El Loco y el Cuerdo | YouTube | Coconductor |